# Minkougou
Minkougou est un village du Cameroun situé dans la région du Sud et le département de l'Océan, sur la route qui relie Mvengue à Lolodorf. Il fait partie de la commune de Mvengue.

## Population
En 1967, la population était de 335 habitants, principalement des Ewondo. Lors du recensement de 2005, on y dénombrait 151 personnes.